# Логореци, Андреа
Андреа (Ндре) Логореци (алб. Andrea, Ndre Logoreci, итал. Andrea Logorezzi; 2 октября 1830, Шкодер — 29 декабря 1891, Скопье) — албанский католический деятель, архиепископ Скопье с 1888 по 1891 года.

## Биография
Ндре Логореци родился 25 октября 1830 года в селе Юбан под Шкодером. Начальное образование закончил в школе иезуитов в Шкодере и был рукоположен в священники 7 июня 1856 года. В 1886 году стал секретарем архиепископа Шкодерского Паскуале Герини.
7 июня 1887 года Логореци был избран титулярным юлиопольским епископом и назначен викарным епископом Шкодерской архиепископии. 15 мая 1887 года рукоположен во епископа. 15 июня 1888 година был назначен архиепископом Скопской епархии. В Скопье не смог справиться с долгами, накопившимися у его предшественника, Фульгенцие Царева. Современники описывали его как некомпетентного, ленивого и жадного человека, который практически ничего не сделал для улучшения положения католического меньшинства в Македонии и Косово.
Умер 29 декабря 1891 года от гриппа в своей резиденции в Скопье.